# 국군대구병원
국군대구병원(國軍大邱病院)은 경상북도 경산시 하양읍에 위치한 국군의무사령부 산하의 국군병원이다.

## 연혁
- 1994년 설치

## 진료과목
내과, 신경과, 정신건강의학과, 외과, 정형외과, 신경외과, 흉부외과, 성형외과, 마취통증의학과, 안과, 이비인후과, 피부과, 비뇨기과, 영상의학과, 진단검사의학과, 가정의학과, 구강악안면외과, 치과보철과, 소아치과, 치주과, 치과보존과

## 같이 보기
- ● 대구 도시철도 1호선 부호역